# Quarta battaglia di Ypres

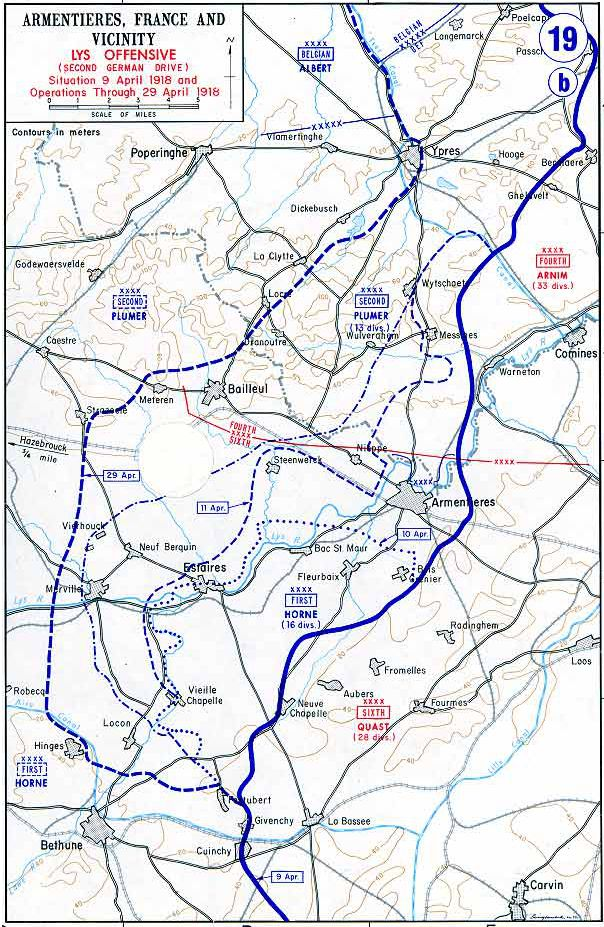
Mappa dell'attacco tedesco presso il fiume Lys.

La quarta battaglia di Ypres (meglio conosciuta come battaglia del Lys o operazione Georgette) è stato uno scontro, svoltosi il 9 e il 29 aprile 1918, durante l'ultima grande offensiva tedesca della prima guerra mondiale. L'obiettivo principale dell'Alto comando tedesco era rappresentato dalla città di Diksmuide. Gli attaccanti, dopo circa un mese di combattimenti, riuscirono a sfondare le linee britanniche tra Ypres e Loos. Nel giro di pochi giorni l'offensiva cominciò ad affievolirsi, anche a causa dell'intervento delle forze francesi, sino ad arrestarsi definitivamente. I tedeschi non riuscirono a raggiungere gli obiettivi previsti e riuscirono solo a far indietreggiare di pochi chilometri le linee del fronte alleato.

## Antefatti
La battaglia del Lys fu il secondo attacco sferrato dai tedeschi nel corso della ultima grande offensiva generale della Germania nella prima guerra mondiale. La direzione operativa globale dell'offensiva era stata assunta dal generale tedesco Erich Ludendorff, primo quartiermastro generale dell'esercito e principale collaboratore del capo di stato maggiore, feldmaresciallo Paul von Hindenburg; il generale Ludendorff aveva elaborato un dettagliato piano strategico che, a suo parere, avrebbe condotto alla vittoria della Germania. La sua intenzione era quella di aggirare il fianco delle armate britanniche e, ricacciandole indietro verso la zona costiera, di isolarle completamente da quelle francesi. In realtà la prima fase dell'offensiva, l'operazione Michael iniziata il 21 marzo 1918, terminò in un fallimento nonostante alcuni importanti successi iniziali e così Ludendorff vide vanificati i suoi progetti originari.
Inizialmente fu costretto, a malincuore, a rivolgere la propria attenzione in direzione di Amiens per perdere poi ogni speranza dopo il fallimentare attacco al bastione di Arras. Portato praticamente alla disperazione, Ludendorff acconsentì ad attuare il piano del suo consigliere strategico personale: il maggiore Wetzell. Il piano, che aveva inizialmente respinto, consisteva nel lanciare l'attacco denominato "San Giorgio" contro il settore Ypres-Lens. Il progetto sarebbe stato, dunque, un completo cambio di programma e quindi non avrebbe potuto essere lanciato prima del 9 aprile. Tra l'1 e il 2 del mese si tennero alcune riunioni ove si cercò i risolvere il problema delle riserve, dei rifornimenti ,delle munizioni e, soprattutto, di trasferire l'artiglieria pesante. Delle 35 divisioni che dovevano intervenire nello scontro ne arrivarono solo 11. L'attacco venne ribattezzato con una certa dose di umorismo col nome di "Georgette".

## La battaglia

### Preparazione
Il saliente di Ypres col passare del tempo risultò sempre più pericoloso, in quanto si stava ampliando diventando un punto strategico fondamentale per i britannici. Risultò quindi inevitabile, per i tedeschi, spazzare la strenua resistenza delle forze dell'Intesa, facendo onore al detto: "la difesa è il miglior attacco".
Già nei primi giorni di marzo il generale von Dittelberger e il suo 2º reggimento bavarese avevano preparato l'attacco con astute infiltrazioni dietro le linee avversarie. In particolare si cercò di facilitare il guado del fiume Yser, che risultò un importante ostacolo per gli attaccanti, in quanto non lo si poteva attraversare senza essere avvistati.

### Scontro
Il combattimento vero e proprio ebbe inizio il 18 marzo. Alle 3.45 del mattino i militari tedeschi scattarono fuori dalle trincee, cercando di superare il corso d'acqua. L'attacco avvenne sotto la copertura di proiettili a gas, ai quali risposero i bombardamenti della contro-artiglieria britannica. Due ore dopo iniziarono a farsi vedere i proiettili convenzionali, seguiti pochi minuti dopo dal crepitio delle mitragliatrici. L'obiettivo del giorni fu, dunque, raggiunto col passaggio del Ijzer.
Il 12 aprile, dopo un violentissimo bombardamento d'artiglieria, gli attaccanti riuscirono a sfondare le linee avversarie creando una breccia di ben 148 km tra Ypres e Loos.
Il 17 aprile il capo di Stato Maggiore Douglas Haig  fu costretto a dare l'ordine di ritirata e le truppe tedesche riuscirono a sfondare a raggiungere il fiume Lys. Il 20, però, la situazione cambiò radicalmente. L'arrivo, infatti, di fresche unità francesi risollevò il morale dei difensori. L'ultimo vero attacco tedesco avvenne il 25 aprile contro le alture di Kemmel, puntando sempre più contro la cittadina di Ypres. Le truppe francesi, già logorate da un martellante bombardamento della notte precedente, furono costrette a indietreggiare, nonostante l'intervento dell'aviazione (parteciparono nello scontro cinquecento aerei). Mentre la spinta offensiva tedesca si indeboliva, la resistenza dell'Intesa continuava a ricevere rinforzi. Il generale Erich von Ludendorff ordinò la fine delle operazioni offensive il 29 aprile tentando, però, di continuare l'avanzata. Ad ogni modo, non si ottennero altri risultati di rilievo.